# Swaziland ai Giochi della XXX Olimpiade
Lo Swaziland ha partecipato ai Giochi della XXX Olimpiade di Londra, che si sono svolti dal 27 luglio al 12 agosto 2012, con una delegazione di 3 atleti.

## Atletica leggera
Gare maschili
| Atleta             | Gara  | Batterie | Batterie | Semifinali      | Semifinali      | Finale          | Finale          |
| Atleta             | Gara  | Tempo    | Pos.     | Tempo           | Pos.            | Tempo           | Pos.            |
| ------------------ | ----- | -------- | -------- | --------------- | --------------- | --------------- | --------------- |
| Sibusiso Matsenjwa | 200 m | 20"93    | 6º       | non qualificato | non qualificato | non qualificato | non qualificato |

Gare femminili
| Atleta            | Gara  | Batterie | Batterie | Semifinali      | Semifinali      | Finale          | Finale          |
| Atleta            | Gara  | Tempo    | Pos.     | Tempo           | Pos.            | Tempo           | Pos.            |
| ----------------- | ----- | -------- | -------- | --------------- | --------------- | --------------- | --------------- |
| Phumlile Ndzinisa | 400 m | 53"95    | 6ª       | non qualificata | non qualificata | non qualificata | non qualificata |

## Nuoto
Gare maschili
| Atleta    | Gara              | Batterie | Batterie  | Semifinali      | Semifinali      | Finale          | Finale          |
| Atleta    | Gara              | Tempo    | Posizione | Tempo           | Posizione       | Tempo           | Posizione       |
| --------- | ----------------- | -------- | --------- | --------------- | --------------- | --------------- | --------------- |
| Luke Hall | 50 m stile libero | 23"48    | 36º       | non qualificato | non qualificato | non qualificato | non qualificato |